# Accel World
Accel World (アクセル・ワールド, Akuseru Wārudo) é uma série de light novel japonesa, escrita por Reki Kawahara (autor das também light novels Sword Art Online) e ilustrada por HiMA. Foi adaptada para duas séries de mangá, ambas publicados na revista Dengeki Bunko Magazine, da editora ASCII Media Works. Uma adaptação para anime de 24 episódios começou a ser exibida em 6 de abril de 2012. Também será adaptado para dois jogos para PlayStation 3 e PlayStation Portable.

## Enredo
No ano de 2046, a neurossincronização, um sistema tecnológico que permite humanos a manipular seus cinco sentidos, já está tão difundida ao ponto onde pessoas possam acessar a internet e entrar em mundos virtuais através de um dispositivo conhecido como Neuro-Linker.
Haruyuki "Haru" Arita é um menino baixo e gordo que tem baixa auto-estima devido ao constante bullying. Para escapar do tormento da vida real, ele se conecta à rede do mundo virtual da escola, onde ele joga squash sozinho e sempre obtém a maior pontuação.
Um dia, Haru atrai a atenção da vice-presidente do Conselho Estudantil "Kuroyukihime", que oferece para ele o Brain Burst, um programa secreto que permite uma pessoa fazer o tempo parecer parado aos seus arredores por "acelerar" suas ondas cerebrais no mundo real. Infelizmente, há um limite de quantas vezes uma pessoa pode "acelerar" já que isso custa Burst Points, e o jeito principal de conseguir mais pontos é combater e derrotar outros usuários de Brain Burst em um programa de jogos de lutas online multiplayers de realidade virtual. Entretanto, se um usuário perder todos os pontos dele/dela, o programa se desinstalará sozinho e bloqueará todas as tentativas de reinstalação, removendo permanentemente as habilidades do usuário de "acelerar". Em adição, o usuário de Brain Burster deve somente distribuir uma cópia simples do jogo. Devido a natureza do Brain Burster, a instalação falhará se certas condições não forem cumpridas. Para instalar e utilizar o Brain Burster com sucesso, o usuário em potencial deve ter um Neuro-Linker instalado ao nascimento e deve ser capaz de lidar com a atividade cerebral aumentada. A regra de "uma cópia distribuída por usuário" é aplicada mesmo se a instalação falhar. Usuários de Brain Burst são conhecidas como "Burst Linkers".
Kuroyukihime quer a ajuda de Haru para conseguir realizar o desejo de alcançar o maior nível, o level 10, e encontrar o criador do Brain Burst e saber qual é o seu verdadeiro propósito, mas para isso, ela deve derrotar cinco outros usuário de level 9 que são conhecidos como "Os seis reis da pura cor", os líderes da seis facções mais poderosas no mundo de "Brain Burster". Haru concorda em ajudar Kuroyukihime para retribuir o favor, tão como para superar sua fraqueza.
O programa do Buster-link depois de instalado cria o seu avatar de batalha através  de suas emoções,Haruyuki se torna o primeiro guerreiro do mundo de accel world a conseguir o poder de voar, pois em sua vida real ele é um menino gordo que sofre bulllying  de seus colegas, e o que ele mais queria eram asas para fugir de tudo aquilo.
Antes de começar sua jornada, Haru cria seu avatar pós-acelerado,um porquinho pequeno que mais tarde se tornaria um robô acinzentado com asas chamado de "Silver Crow" e conhece o avatar pós-acelerado de Kuroyukihime,uma garota-borboleta com asas que depois revela sua verdadeira forma,a "Black Lotus",a guerreira mais veloz de Accel World.
Conforme a história se desenrola,Haru e Kuroyukihime vão derrotando os líderes das facções e constantemente Kuroyukihime se apaixona por Haru por sua coragem e determinação de protegê-la e vendo seu verdadeiro caráter por debaixo de seu "eu" do mundo real.Eles vão ao mesmo tempo fazendo novos amigos que os ajudam em várias situações do dia-a-dia deles.